# 마크 롭슨

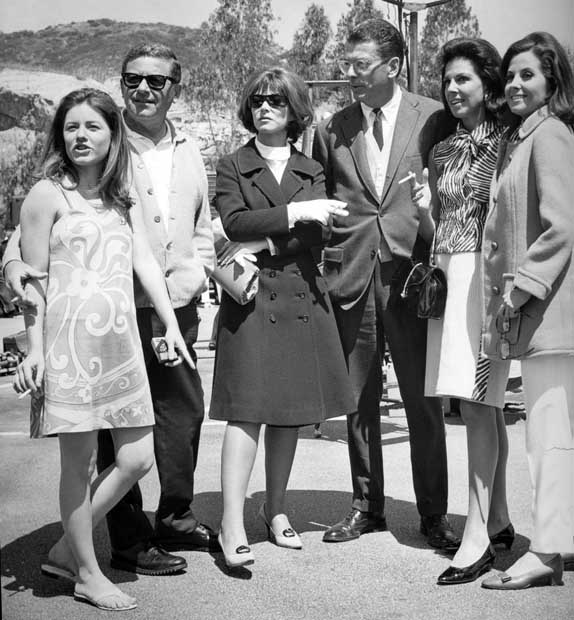

마크 로브슨(Mark Robson, 1913년 12월 4일 ~ 1978년 6월 20일)은 캐나다계 미국인 영화 감독, 영화 프로듀서, 영화 편집자이다. 로브슨은 영화 편집자로서 헐리우드에서 45년의 경력을 보냈다. 나중에 감독과 프로듀서로 일하기 시작했다.

## 참여 작품

### 편집자
- 시민 케인
- 위대한 앰버슨가 (영화)
- 캣 피플 (1942년 영화)
- 나는 좀비와 함께 걸었다

### 감독
- 일곱 번째 희생자
- 챔피언 (1949년 영화)
- 비정 (1949년 영화)
- 원한의 도곡리 다리
- 하더 데이 폴
- 페이튼 플레이스
- 여섯번째 행복의 여관
- 국제 음모
- 탈주 특급
- 인형의 계곡
- 위험한 연인 (1969년 영화)
- 대지진 (1974년 영화)